# Hispano Villiers
Hispano Villiers fou una marca catalana de motors, fabricats per l'empresa del mateix nom a Barcelona entre 1953 i finals dels anys 60.
A la seva millor època, Hispano Villiers arribà a una producció anual de 60.000 unitats, basant-se l'èxit assolit amb els seus productes en una fabricació a consciència i en l'experiència de la casa mare, a Anglaterra, que fabricava motors d'ençà de començaments de segle. La qualitat d'aquests motors és palesa per la quantitat de muntadors de microcotxes i motocicletes que els incorporaren: Biscúter, Sanglas, Elig, Cremsa, RMH, Clúa i molts altres.

## Història

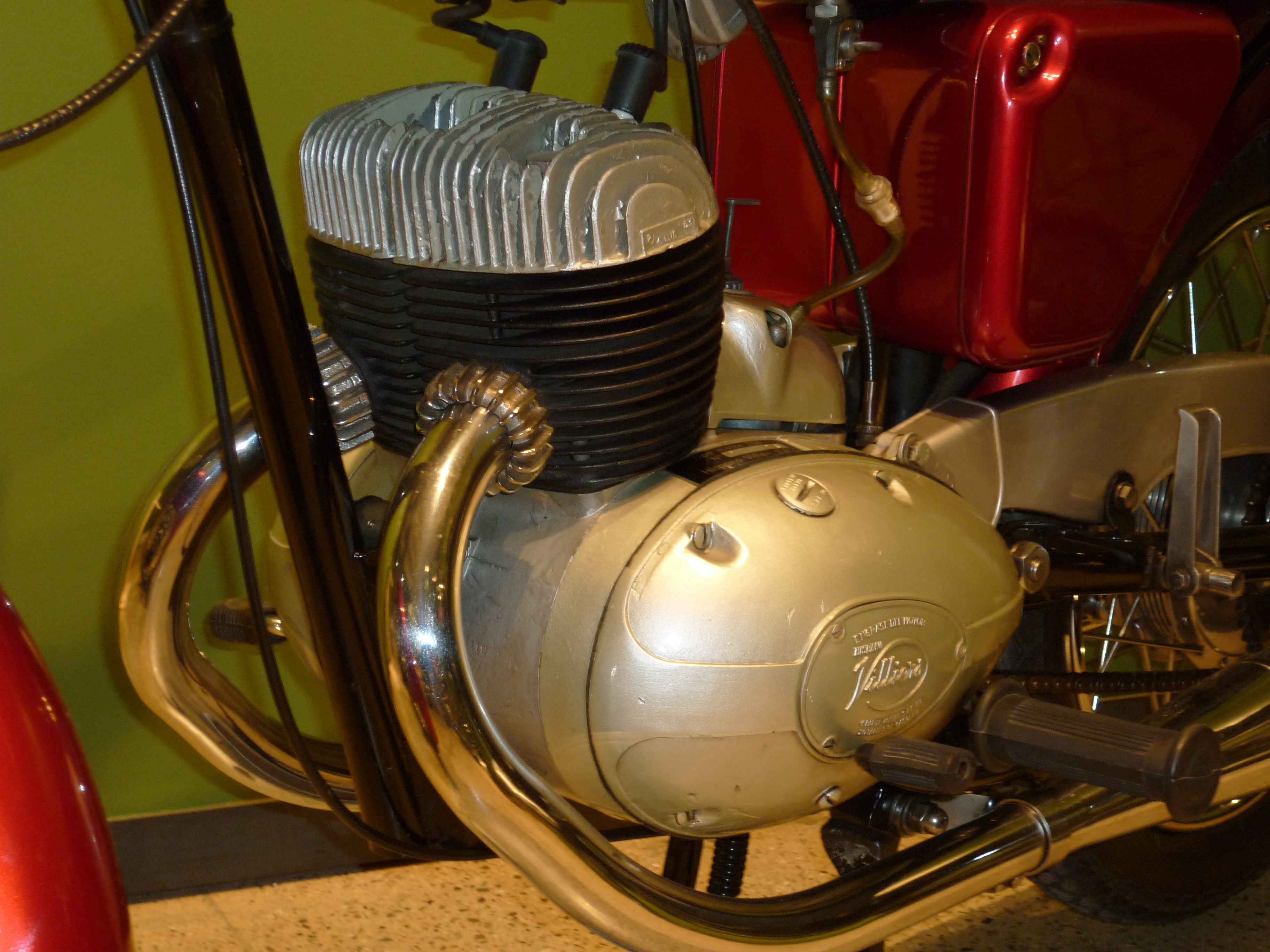
Hispano Villiers de 249,4 cc muntat en una Rovena 250 de 1964

Hispano Villiers S.A. es fundà a Barcelona el 1951, sota llicència de The Villiers Engineering Company Ltd. de Wolverhampton, Anglaterra. El seu primer motor, anomenat 10M, aparegué el 1953, amb dos anys de marge des de la seva fundació degut a l'acurat control de qualitat que varen voler donar al seu producte.
El 10M era un monocilíndric de dos temps, cilindrada de 121.67 cc amb cambra de combustió ovoïdal i una potència de 6 CV a 4.500 rpm; compressió de 8.25:1 (avui dia ridícula, però no igualada per cap altre motor aleshores); embragatge de cinc discs en planxa d'acer i trenta plaques trapezoïdals de suro repartides en dos dels discs.
El motor més fabricat de la seva gamma fou el model 6M de 197 cc, ja que la majoria dels seus clients eren fabricants de tricicles i microcotxes.
El 1958, Hispano Villiers llançà un dels pocs bicilíndrics que hi havia a l'estat, un dos cilindres paral·lels (dos motors de 125 cc units pel cigonyal a 180°, assolint així una corba característica de parell amb forma similar a un quatre cilindres i quatre temps. Es va fabricar en dues versions: la 2T de 250 cc i la 3T de 324 cc amb 17 CV a 5000 rpm.
La gamma de productes es complementava amb un motor industrial estacionari, i el 1962 comercialitzà un petit motor de 50 cc per a ciclomotors de la marca Cremsa.
El 1965, coincidint amb el llançament d'aquests motors, l'empresa decidí de llançar al mercat dos models de ciclomotor que hi anaven equipats. S'anomenaren Turismo i Sport, i tenien aquestes característiques: 50 cc, una potència de 2 CV a 5.500 rpm, canvi de dues i tres velocitats amb comandament al peu i puny. Velocitat màxima 50 km/h amb un consum d'1,5 l cada 100 km.

### Dissolució de l'empresa
Pocs anys després, l'empresa desaparegué a causa de la crisi del sector de la motocicleta a mitjans dels anys 60 i l'enfonsament del mercat dels microcotxes per l'aparició del Seat 600 i el Citroën 2CV.
A començaments dels anys 70, Hispano Villiers passà a anomenar-se Hispano Motor S.A. i a fabricar, en una nova planta situada a Rubí, Vallès Occidental, els motors Lombardini sota llicència italiana, activitat que desenvolupà fins a finals dels anys 80.